# Vacansoleil-DCM Pro Cycling Team/2011
Deze pagina geeft een overzicht van de Vacansoleil-DCM wielerploeg in 2011. Het team was dit seizoen een van de UCI World Tour teams.

## Algemeen
Sponsor: Vacansoleil
Manager: Daan Luijkx
Ploegleiders: Michel Cornelisse, Hilaire Van der Schueren
Fietsen: Ridley

## Renners
| Naam               | Geboortedatum | Nationaliteit | Ploeg in 2010 (nieuwe renners)                                                        |
| ------------------ | ------------- | ------------- | ------------------------------------------------------------------------------------- |
| Santo Anzà         | 17-11-1980    | Italië        | Ceramica Flaminia                                                                     |
| Maksim Belkov      | 09-01-1985    | Rusland       | ISD-Neri                                                                              |
| Borut Božič        | 08-08-1980    | Slovenië      |                                                                                       |
| Matteo Carrara     | 25-03-1979    | Italië        |                                                                                       |
| Thomas De Gendt    | 06-11-1986    | België        | Topsport Vlaanderen                                                                   |
| Stijn Devolder     | 29-08-1979    | België        | Quick · Step                                                                          |
| Romain Feillu      | 16-04-1984    | Frankrijk     |                                                                                       |
| Gorik Gardeyn      | 01-07-1977    | België        |                                                                                       |
| Michał Gołaś       | 29-04-1984    | Polen         |                                                                                       |
| Johnny Hoogerland  | 13-05-1983    | Nederland     |                                                                                       |
| Martijn Keizer     | 25-03-1988    | Nederland     | Rabobank Continental Team                                                             |
| Sergej Lagoetin    | 14-01-1981    | Oezbekistan   |                                                                                       |
| Joost van Leijen   | 20-07-1984    | Nederland     |                                                                                       |
| Björn Leukemans    | 01-07-1977    | België        |                                                                                       |
| Pim Ligthart       | 16-06-1988    | Nederland     | KrolStonE Continental Team Vanaf 01/08 stagiair bij Vacansoleil                       |
| Marco Marcato      | 11-02-1984    | Italië        |                                                                                       |
| Wouter Mol         | 17-04-1982    | Nederland     |                                                                                       |
| Ezequiel Mosquera  | 19-11-1975    | Spanje        | Xacobeo Galicia                                                                       |
| Jens Mouris        | 12-03-1980    | Nederland     |                                                                                       |
| Alberto Ongarato   | 24-07-1975    | Italië        |                                                                                       |
| Marcello Pavarin   | 22-10-1986    | Italië        | Colnago-CSF Inox                                                                      |
| Roeslan Pidhorny   | 25-07-1977    | Oekraïne      | ISD-Neri                                                                              |
| Wout Poels         | 01-10-1987    | Nederland     |                                                                                       |
| Riccardo Riccò     | 01-09-1983    | Italië        | Ceramica Flaminia (t/m 31/08) Vanaf 01/09 bij Vancansoleil, t/m 19/02/2011: ontslagen |
| Rob Ruijgh         | 12-11-1986    | Nederland     |                                                                                       |
| Mirko Selvaggi     | 11-02-1985    | Italië        | Team Astana                                                                           |
| Frederik Veuchelen | 04-09-1978    | België        |                                                                                       |
| Lieuwe Westra      | 11-09-1982    | Nederland     |                                                                                       |

## Overwinningen
| Ronde van de Middellandse Zee 2e etappe: Romain Feillu 3e etappe: Romain Feillu 4e etappe: Romain Feillu Parijs-Nice 1e etappe: Thomas De Gendt Classic Loire-Atlantique Winnaar: Lieuwe Westra Hel van het Mergelland Winnaar: Pim Ligthart Ronde van de Finistère Winnaar: Romain Feillu Ronde van Picardië 2e etappe: Romain Feillu Eindklassement: Romain Feillu | Omloop van Lotharingen 3e etappe: Thomas De Gendt 5e etappe: Romain Feillu Ronde van België Proloog (IT) : Lieuwe Westra Boucles de l'Aulne Winnaar: Martijn Keizer Ronde van Luxemburg 4e etappe: Romain Feillu Ronde van Zwitserland 5e etappe: Borut Božič 7e etappe: Thomas De Gendt Nationale kampioenschappen Nederland - wegwedstrijd: Pim Ligthart Oezbekistan - wegwedstrijd: Sergej Lagoetin | Ronde van Wallonië 2e etappe: Joost van Leijen Ronde van de Ain 3e etappe: Wout Poels Ronde van de Limousin 1e etappe: Björn Leukemans Eindklassement: Björn Leukemans Druivenkoers Overijse Winnaar: Björn Leukemans Ronde van de Vendée Winnaar: Marco Marcato |

2005 · 
2006 · 
2007 · 
2008 · 
2009 · 
2010 · 
2011 · 
2012 · 
2013
AG2R-La Mondiale · Astana · BMC Racing Team · Euskaltel-Euskadi · Team Garmin-Cervélo · Team HTC-High Road · Katjoesja · Lampre-ISD · Team Leopard-Trek · Liquigas-Cannondale · Team Movistar · Omega Pharma-Lotto · Quick Step · Rabobank · Team RadioShack · Saxo Bank-Sungard · Sky ProCycling · Vacansoleil-DCM